# Schleichfahrt
Schleichfahrt ist ein Betriebszustand von getauchten militärischen U-Booten. Ziel ist die Verringerung der Entdeckungswahrscheinlichkeit durch akustische Aufklärung durch den Feind (passives Sonar). Während der Schleichfahrt werden alle Geräusche an Bord so weit wie möglich vermieden, z. B. indem Anlagen, deren Betrieb nicht unbedingt notwendig ist, abgeschaltet werden. Die Besatzung wird zur Ruhe angehalten. Auch die Fahrtgeschwindigkeit ist stark herabgesetzt, um die Propellergeräusche zu minimieren.
Die Propeller besitzen ein charakteristisches Geschwindigkeits/Drehzahl-Band, in dem anströmungsbedingt keinerlei Kavitationsgeräusche entstehen. Da diese Rotationsgeschwindigkeit in der Regel relativ niedrig ist, besaßen die ersten Elektro-U-Boote spezielle Schleichfahrtmotoren, die bei entsprechend herabgesetzter Drehzahl einen besseren Wirkungsgrad hatten, weniger aktive Kühlung benötigten und mit Gleitlagern (kein „Kugellager-Knistern“; aber dafür sehr viel geringere Haltbarkeit bei zu geringer Drehzahl) ausgestattet waren. Diese Motoren waren zudem durch ihre Aufhängung akustisch vom Rumpf entkoppelt, was natürlich auch ihre Kraftübertragung einschloss: Keilriemen oder Zahnriemen übertrugen die Motorleistung auf die Propellerwelle.
Bei modernen Atom-U-Booten, wie beispielsweise denen der Ohio-Klasse, können bei Schleichfahrt die Pumpen der Reaktorkühlanlage abgestellt werden, um noch geräuschärmer zu fahren. Der Reaktor wird dann nur noch durch die natürliche Konvektion des Wassers gekühlt. Dies ist jedoch nur bei sehr niedrigen Geschwindigkeiten möglich.